# Kongres o Prawa i Wolność w Rosji
Kongres o Prawa i Wolność w Rosji (ros. Конгресс за Права и Свободу в России) – międzynarodowa konferencja emigracji rosyjskiej w Hadze wiosną 1957 r.
W październiku 1956 r. kierownictwo Związku Ludowo-Pracowniczego Rosyjskich Solidarystów (NTS) ogłosiło apel do emigracyjnych organizacji rosyjskich w sprawie zorganizowania Kongresu o Prawa i Wolność w Rosji. Było to związane z ogłoszeniem przez Nikitę S. Chruszczowa na XX Zjeździe KPZR w lutym tego roku referatu "O kulcie jednostki i jego następstwach", który rozpoczął okres tzw. odwilży chruszczowskiej w ZSRR. Pierwotnie kongres miał zebrać się w Sztokholmie, ale władze Szwecji nie zgodziły się pod wpływem protestów sowieckich. W rezultacie kongres odbył się w dniach 25 – 27 kwietnia 1957 r. w Hadze. Wzięło w nim udział 80 delegatów z 16 różnych krajów, zarówno z organizacji założonych w okresie międzywojennym, jak też po zakończeniu II wojny światowej. W przeddzień Sowieci złożyli rządowi holenderskiemu notę protestacyjną, ale bez rezultatu. Podczas obrad opracowano 130 cząstkowych żądań skierowanych do władz sowieckich (m.in. wysuwanie więcej niż jednego kandydata w wyborach, przyznanie prawa obywatelom tworzenia związków zawodowych, wyjazdu za granicę, czy swobodnego wychowania religijnego dzieci, zlikwidowanie cenzury, przyznanie kołchoźnikom ubezpieczeń społecznych). W 1958 r. nakładem wydawnictwa NTS "Posiew" opublikowany został zbiór materiałów kongresu pt. "Kongress za prawa i swobodu w Rossii: sbornik matieriałow Kongressa za prawa i swobodu Rossii, sostojawszegosia w Gaagie 25-27 apriela 1957 goda" ("Конгресс за права и свободу в России: сборник материалов Конгресса за права и свободу в России, состоявшегося в Гааге 25-27 апреля 1957 года").